# RSM經典賽
羅布森·羅德斯、薩盧斯特羅·雷德爾和麥格拉德雷M經典賽（The RSM Classic）是美國PGA巡迴賽的一個賽事，於每年秋季在喬治亞州舉行。RSM經典賽於2010年開始舉行。2010年至2014年，該賽事贊助商為McGladrey LLP，因此命名為McGladrey Classic。2015年由於贊助商McGladrey LLP與RSM  Internationa合併變更為RSM US而改為現名。

## 外部連結
- 官方网站
- Coverage on PGA Tour's official site（页面存档备份，存于）

31°08′17″N 81°24′22″W / 31.138°N 81.406°W